# Schlans
Schlans is een plaats en voormalige gemeente in het Zwitserse kanton Graubünden, behorend tot de gemeente Trun. Het telde eind 2011 als afzonderlijke gemeente 71 inwoners. In 2012 hield de gemeente Schlans op te bestaan.
- Gemeinsame Normdatei: 7671521-8
- Historisch woordenboek van Zwitserland: 001616
- Virtual International Authority File: 233925760
- WorldCat: E39PBJfCrbWPhKrpV63DcxDwmd